# Beatrice Simon

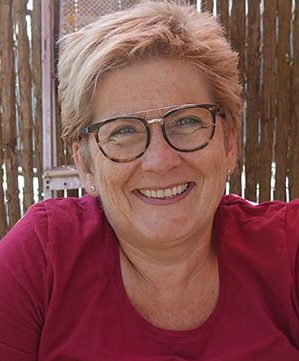
Beatrice Simon (2020)

Beatrice Simon-Jungi (* 21. Dezember 1960 in Bern) ist eine Schweizer Politikerin (Die Mitte, vormals SVP und BDP).

## Politische Karriere
Beatrice Simon gehörte 1995 bis 2010 dem Gemeinderat von Seedorf an. Ab 2003 war sie bis zu ihrem Amtsantritt als Regierungsrätin des Kantons Bern am 1. Juni 2010 Gemeindepräsidentin. Ausserdem gehörte sie ab 2006 dem Grossen Rat des Kantons Bern an. Zwei Jahre später wurde sie zur Vizefraktionspräsidentin der SVP gewählt. Im Frühjahr 2008 wechselte sie von der SVP zur BDP und wurde die erste Präsidentin der BDP des Kantons Bern. Am 28. März 2010 wurde sie in den Regierungsrat gewählt. Ab dem 1. Juni 2010 bis zum 31. Mai 2022 führte sie die Finanzdirektion des Kantons Bern. Zu ihrer Nachfolgerin wurde Astrid Bärtschi gewählt. Ab 2013 gehörte sie auch dem Vorstand der Finanzdirektorinnen- und Finanzdirektorenkonferenz an. Bei den Wahlen vom 20. Oktober 2019 wurde sie nicht in den Ständerat, aber in den Nationalrat gewählt. Zum zweiten Wahlgang für den Ständerat trat sie nicht an und verzichtete auch auf den Nationalratssitz. Für sie ist rückte Heinz Siegenthaler in den Nationalrat nach. Bei den Regierungsratswahlen 2022 kandidierte sie nicht mehr.

## Beruf
Nach einer kaufmännischen Ausbildung arbeitete sie in diversen Branchen, absolvierte verschiedene Weiterbildungskurse und war als Marketingleiterin in einem KMU-Betrieb tätig. 2009 schloss sie eine Ausbildung im Personalwesen ab.

## Privates
Beatrice Simon wohnt in Seedorf, ist seit 1982 verheiratet und Mutter von zwei erwachsenen Töchtern.